# Eringaïta
L'eringaïta és un mineral de la classe dels silicats, que pertany al grup dels granats. Rep el nom del riu Eringa, un afluent del Vilyui.

## Característiques
L'eringaïta és un nesosilicat de fórmula química Ca₃Sc₂(SiO₄)₃. Va ser aprovada com a espècie vàlida per l'Associació Mineralògica Internacional l'any 2009. Cristal·litza en el sistema isomètric. És el primer granat conegut amb escandi dominant, sent l'anàleg amb escandi de la grossulària, l'andradita i la uvarovita.
L'exemplar que va servir per a determinar l'espècie, el que es coneix com a material tipus, es troba conservat a les col·leccions del Museu Mineralògic Fersman, a Moscú, amb el número d'espècimen 3837/1.

## Formació i jaciments
Va ser descoberta a la conca del riu Vilyui, a Sakhà, Rússia, on sol trobar-se associada a altres minerals com la vesuvianita, la kimzeyita, la grossulària i minerals del subgrup de la serpentina. A banda de la seva localitat tipus, també ha estat trobada al meteorit Allende, recollit a l'estat de Chihuahua, a Mèxic. Es tracta dels dos únics indrets on ha estat descrita aquesta espècie mineral.